# Geolycosa insulata
Geolycosa insulata este o specie de păianjeni din genul Geolycosa, familia Lycosidae. A fost descrisă pentru prima dată de Mello-leitao, 1944. Conform Catalogue of Life specia Geolycosa insulata nu are subspecii cunoscute.